# Deutsches Meisterschaftsrudern 1935
Das 48. Deutsche Meisterschaftsrudern wurde 1935 in Essen ausgetragen. Erstmals war der Zweier mit Steuermann Teil des Wettkampfprogramms. Somit wurden im Vergleich zum Vorjahr Medaillen in sieben statt sechs Bootsklassen vergeben.

## Medaillengewinner
| Bootsklasse            | Gold | Silber | Bronze |
| ---------------------- | --- | --- | --- |
| Einer                  | Herbert Buhtz (Berliner RC) | Franz Haslebner (RG Dresden) | Keine weiteren Athleten in der Wertung. |
| Doppelzweier           | Berliner RC Hubert Remagen Ralf Ritter | RV Rüsselsheim Willi Füth Georg von Opel | Frankfurter RG Germania 1869 Eduard Paul Theo Hüllinghoff                                                                                       |
| Zweier ohne Steuermann | Dresdner RV Erhard Schmidt Paul Heyroth | Mannheimer RC von 1875 Willi Eichhorn Hugo Strauß | Berliner RV von 1876 Walter Wieczorek Helmut Langer                                                                                             |
| Zweier mit Steuermann  | Berliner RK Hellas Willi Tietz Friedrich Devantier Werner Klatte (Stm.) | Hannoverscher RC von 1880 Hans Meyer auf der Heide Friedrich Melching Kurt Kenngott (Stm.)                                                                    | DRV, VM Berlin 1 Heinz Hecht Herbert Bratz Carlheinz Neumann (Stm.)                                                                             |
| Vierer ohne Steuermann | Rgm. Würzburger RV von 1875 / Mannheimer RV Amicitia von 1876 Rudolf Eckstein Anton Rom Ernst Gaber Wilhelm Menne                                                                 | ETuF Essen Walter Gaul Karl Seuser Fritz Lindemann Werner Immand                                                                                              | Erster Breslauer RV Gerhard König Hans Urbach Peter-Klaus Schirmer Ivo Pfafferott                                                               |
| Vierer mit Steuermann  | Rgm. Würzburger RV von 1875 / Mannheimer RV Amicitia von 1876 Rudolf Eckstein Anton Rom Ernst Gaber Wilhelm Menne Johann Pfadenhauer (Stm.)                                       | WSV Godesberg Heinrich Pfeifer Leonhard Arenz Hans Luplow Georg Arenz Ernst Zöller (Stm.)                                                                     | ETuF Essen Walter Gaul Karl Seuser Fritz Lindemann Werner Immand Arthur Borski (Stm.)                                                           |
| Achter                 | DRV, VM Berlin 1 2 Wilhelm Schnappauf Gerhard Briese Rudolf Ungewitter Walter Kaps Wilhelm Ewerth Rudolf Wermter Gerhard Gustmann Georg Schmid Friedrich-Wilhelm Schüffler (Stm.) | DRV, VM Berlin 2 3 Hans Drews Felix Bernecker Herbert Illmann Herbert Adamski Alfred Birkigt Erich Gentz Erich Rambaum Heinz Franzke Carlheinz Neumann (Stm.) | Mainzer RV von 1878 Hans Steyer Hans Faber Kurt Pennrich Josef Brunk Karl Schubert Hans Brodbeck Kurt Kalbitzer Heinz Braun Hans Kalkhof (Stm.) |